# Uma (casa)

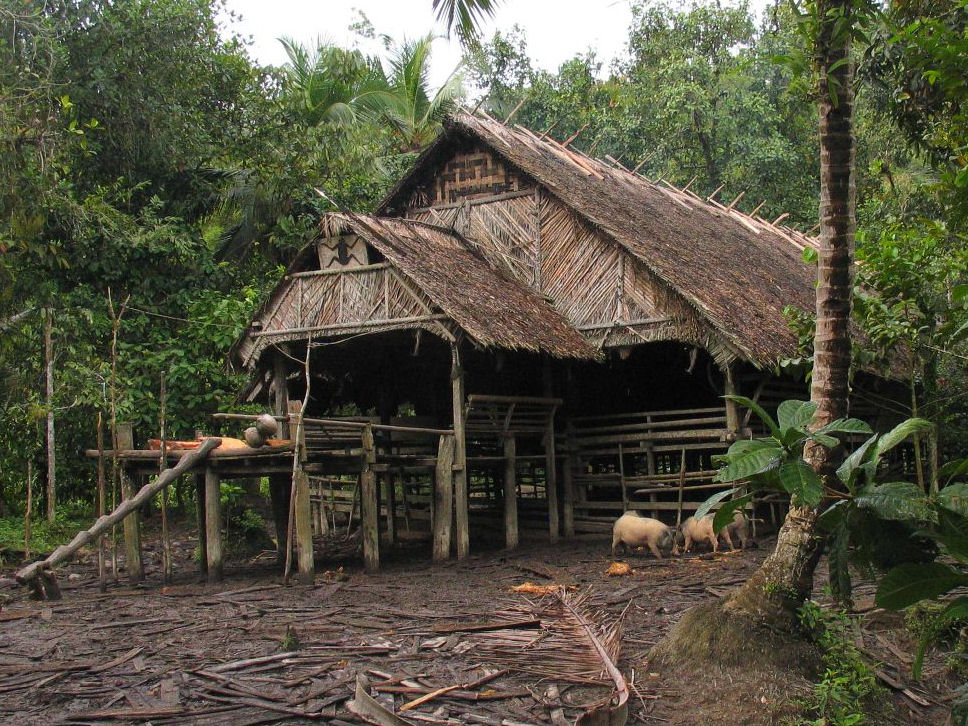
Una uma, casa comunal tradicional de Mentawai

Una uma és una casa tradicional de la part occidental de l'illa de Siberut a Indonèsia. L'illa forma part de les illes Mentawai a la costa occidental de Sumatra.
Les estructures es veuen influenciades per l'estil d'Aceh. Van ser utilitzades com a cases comunals per la tribu Sakuddei abans que fossin obligats a abandonar la seva tradicional forma de vida entre els anys 1950 i 1960. Des de llavors, s'han fet alguns intents per tornar a restablir les antigues zones d'assentament. Les «umes comunals» són rectangulars amb una terrassa a cada extrem. Poden arribar a mesurar tres-cents metres quadrats de superfície. Construïdes sobre pilots, tradicionalment no tenen finestres. L'interior està separat en diferents espais amb portes per interconnectar-los.
Els pobles es construïen al costat del riu i es componien d'una o més umes comunals i cases unifamiliars d'una planta conegudes com a lalep. Als pobles hi vivien fins a tres-centes persones i els pobles més grans es dividien en sectors en utilitzar l'estructura social de clans patrilineals. S'utilitza la mateix paraula uma per a designar aquest clan, i la seva casa. Els rusuk eren habitatges per a les vídues i solters similars a la casa comunal de la família, però sense altar. L'uma era el centre de la vida social, religiosa i política i és aquí on cada membre del poble de la societat igualitària Mentawai es reunia per debatre sobre assumptes que afectaven a tota la comunitat.
Igual que molts indonesis, els Mentawaians creuen en una ànima que abandona el cos després de la mort per esdevenir un fantasma. Per protegir-se d'aquests esperits, es col·locaven tòtems al voltant de les entrades del poble que formen alhora una tanca pel bestiar i una fortificació.